# Die Zwillingsbrüder
Die Zwillingsbrüder ist ein possenhaftes Singspiel in einem Akt von Franz Schubert (Musik) und Georg Ernst von Hofmann (Libretto). Entstanden ist das Werk 1819 als Auftragsarbeit für die Wiener Hofoper. Es wurde am 14. Juni 1820 im Kärntnertortheater uraufgeführt.

## Handlung
Das Werk spielt in einem rheinischen Dorf Anfang des 19. Jahrhunderts.
Lieschen hat schon lange ihren Geburtstag herbeigesehnt, an dem sie 18 Jahre alt wird, und heute ist es endlich so weit. Jetzt dürfte eigentlich der Verlobung mit ihrem geliebten Anton nichts mehr im Wege stehen, wenn nur das unsägliche Versprechen ihres Vaters nicht wäre…
Kurz nach Lieschens Geburt bot Franz Spieß seinem Nachbarn Schulze an, die Patenschaft für das Kind zu übernehmen, wenn er das Mädchen später zur Gattin bekomme. Er werde auch gleich auf dem Rathaus 1000 Taler hinterlegen, die er dann mit Zins und Zinseszins als Mitgift in die Ehe einbringe, und Schulze – nicht gerade mit Reichtum gesegnet – willigte ein. Weil Franzens Zwillingsbruder aber schon vor Jahren nach Frankreich zur Fremdenlegion gegangen und seither von ihm kein Lebenszeichen in die Heimat gedrungen war, wollte er nach Frankreich gehen und seinen Bruder suchen. Wenn er bis zu Lieschens 18. Geburtstag nicht zurück sei, gälte das Versprechen als aufgehoben.
Kaum hat Lieschen einen kleinen Gedanken an ihren Patenonkel verschwendet, da taucht dieser ganz überraschend auf und pocht auf sein Recht. Lieschens Vater hat längst bereut, dass ihm einst eine solche große Dummheit herausgerutscht ist. Er will seinen Fehler wiedergutmachen und versucht nun, Franz umzustimmen; doch seine ganze Überredungskunst ist zum Scheitern verurteilt. Franz macht sich sogleich auf den Weg zum Rathaus, um das Aufgebot zu bestellen und die hinterlegte Summe abzuholen.
Es bleibt nicht bei dieser einen Überraschung. Wie aus heiterem Himmel steht plötzlich Franzens Zwillingsbruder Friedrich vor Lieschen und ihrem Vater. Diese glauben, Franz sei schon vom Standesamt zurückgekehrt oder gar nicht hingegangen. Vielleicht hat er es sich ja inzwischen anders überlegt? Also versuchen sie erneut, seinen Segen zu Lieschens Verlobung mit Anton zu bekommen und – wer hätt’s gedacht? – er stimmt zu! Lieschen schwelgt im Glück.
Auch die dritte Überraschung lässt nicht lange auf sich warten. Während sich Lieschen und ihr Vater mit dem vermeintlichen Legionär unterhalten, kommt ein Herr vom Magistrat und überreicht diesem 1200 Taler. Er müsse aber gleich mitkommen, um im Rathaus den Empfang zu bestätigen. Kaum ist der Beamte mit Friedrich weg, erscheint schon wieder Franz auf der Bildfläche und verlangt von Lieschen, ihn zu heiraten. Ihr Vater glaubt, Franz habe nicht alle Tassen im Schrank. Und überhaupt: Was soll das mit der Augenbinde? Mal bedeckt sie das rechte und mal das linke Auge. Also nein – einen Irren soll seine Tochter nicht heiraten. Unter diesen Umständen fühlt er sich nicht mehr an sein Versprechen gebunden. Als Franz dann auch noch einen Tobsuchtsanfall bekommt, eilen ein paar mutige Dorfbewohner zu Hilfe, überwältigen ihn und führen ihn ab. Er müsse vor Gericht, meinen sie.
Nur wenige Minuten sind vergangen, als Lieschen und ihr Vater schon wieder den vermaledeiten Franz zu erblicken glauben. Sie denken, er sei seinen Häschern entkommen, wundern sich aber, wie friedlich er daherkommt. Schließlich löst sich die Verwechslung in Wohlgefallen auf. Die Zwillinge sind froh, sich endlich wiedergefunden zu haben, und Lieschen – aber das ist jetzt keine Überraschung mehr – darf ihren Anton heiraten.
Als zehnte Musiknummer erklingt der Schlusschor:
Die Brüder haben sich gefunden,

o seht das frohe Brüderpaar!

O seht, o seht die Liebenden vereinet,

geleitet sie zum Traualtar!

Hoch leben Bräutigam und Braut!

Die Brüder leben hoch!

## Bearbeitung
Teile der Posse gingen ein in folgendes Werk:
- Elfriede Jelinek, Irene Dische: Der tausendjährige Posten oder Der Germanist. Die Bearbeitung des Librettos des Singspiels Der vierjährige Posten. Musik von Franz Schubert sowie: Die Zwillingsbrüder. Uraufführung am 10. März 2012 in Heidelberg. Regie: Andrea Schwalbach; Dramaturgie: Heribert Germeshausen. (Dabei ist die Hauptfigur ein Prof. Dr. Hans Schall, einstmals SS-Hauptsturmführer Schaal, gesungen vom Tenor Winfried Mikus.)[1]